# Deje
Deje est une ville suédoise de la commune de Forshaga.
Sa population était de 2 721 habitants en 2019. 